# Chevrolet Corvair
La Corvair è un'autovettura compact prodotta dalla Chevrolet dal 1960 al 1969.

## Il contesto
Il nome Corvair è derivato da una dream car fastback del 1954 che, come molte altre vetture della sua categoria, era basata sulla Corvette. Il progetto della Corvair fu fortemente voluto da Ed Cole (ingegnere capo della General Motors nei primi anni cinquanta e presidente del gruppo dal 1968 al 1974), come risposta al grande successo di vendite negli Stati Uniti delle vetture e dei pulmini con motore posteriore raffreddate ad aria della casa automobilistica Volkswagen. La Corvair, insieme alla Ford Falcon, alla Studebaker Lark, alla Nash Rambler ed alla Plymouth Valiant, fu tra le prime auto di queste caratteristiche ad essere definite, sul mercato statunitense, "vetture compact".
La progettazione iniziò nel 1956, ed il primo veicolo uscì dalle catene di montaggio nel 1959 come parte del model year 1960. Al debutto, la Corvair fu nominata "Auto dell'anno" dalla rivista Motor Trend. Alcune Corvair furono sottoposte a un test, la cui durata complessiva fu di 24 ore, al circuito di Riverside; in questa occasione venne registrata una scarsa perdita di olio e solo un esemplare fu coinvolto in un ribaltamento.
La Corvair fu offerta in un'ampia gamma di carrozzerie, tra cui berlina, coupé, familiare, cabriolet, pick-up e furgone. Quest'ultima versione era chiamata Greenbrier.
La prima serie venne costruita sul pianale Y della General Motors, mentre la seconda sulla piattaforma Z del medesimo gruppo. Il motore era dietro il retrotreno, la trazione era posteriore, quindi il modello aveva un'impostazione meccanica molto simile a quella delle auto Volkswagen. Questa struttura era inusuale per le auto statunitensi dell'epoca.
Inizialmente le varie versioni della Corvair condividevano un motore d'alluminio a sei cilindri contrapposti, raffreddato ad aria e da 2.296 cm³ di cilindrata. Inizialmente questo propulsore erogava 80 CV di potenza. Anche gli altri propulsori della Corvair possedevano la stessa configurazione dei cilindri del motore base sopraccennato.

## La prima serie: 1960-1964

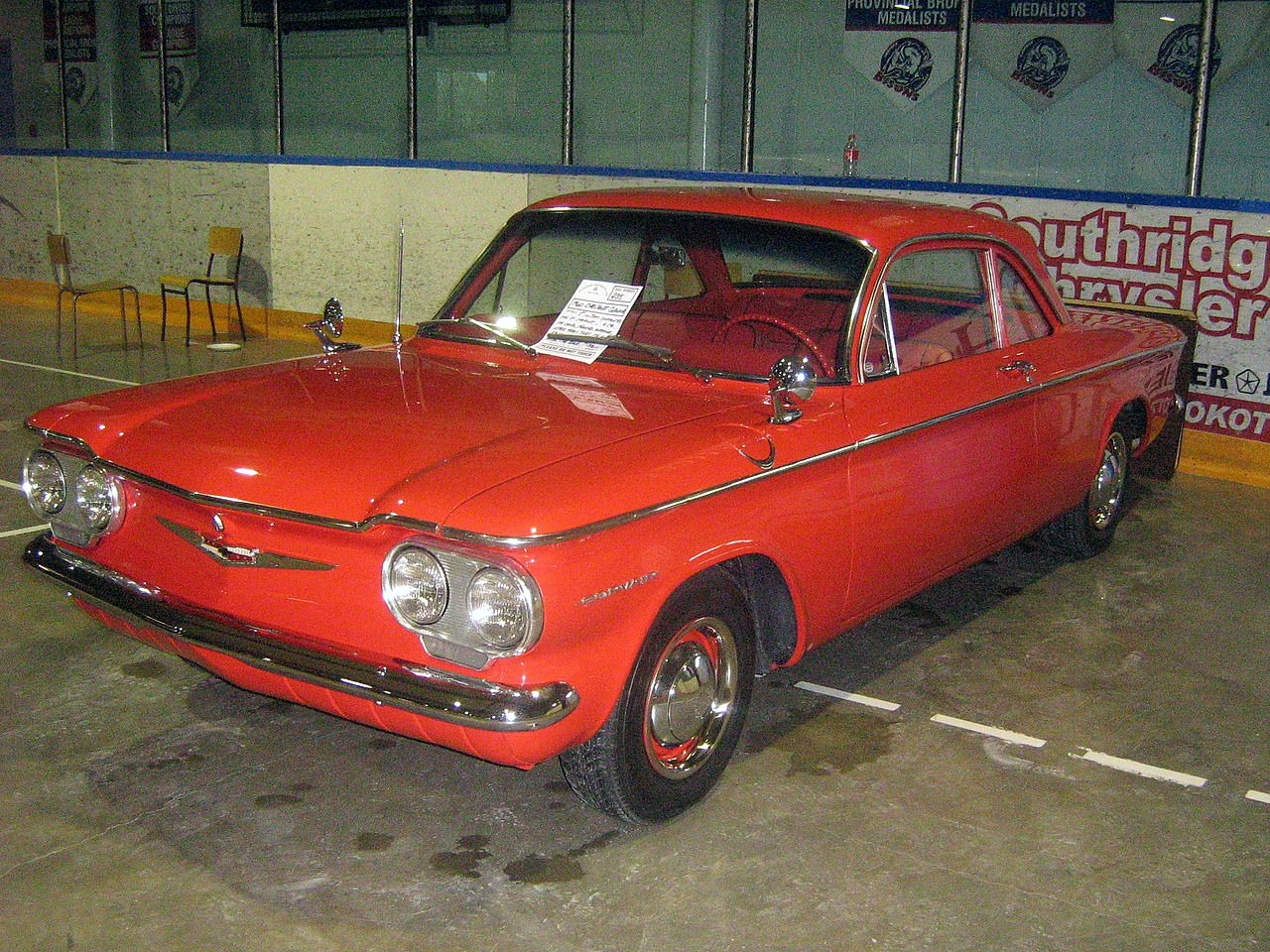
Una Chevrolet Corvair coupé

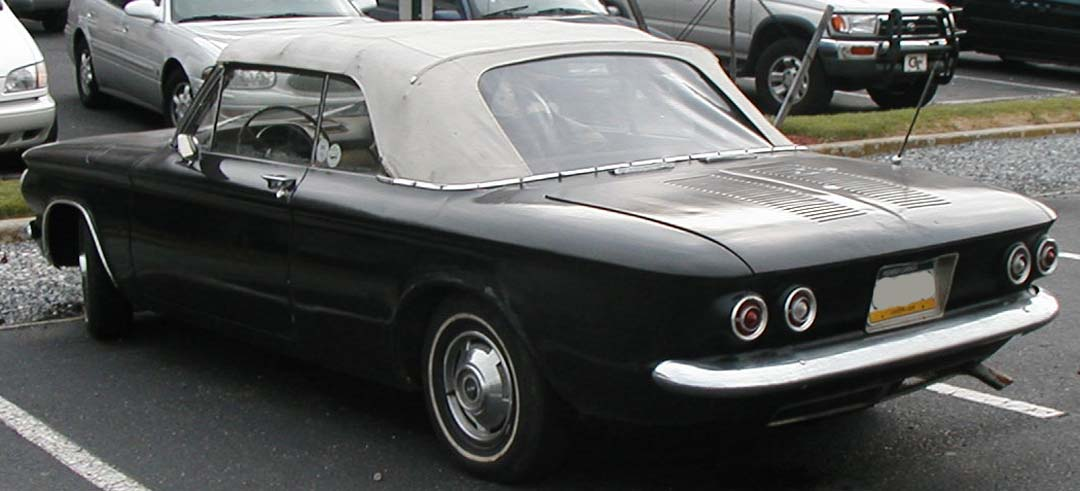
Una Chevrolet Corvair cabriolet

I primi esemplari del 1960 furono concepiti come auto economiche ed avevano una carrozzeria dalle forme squadrate, un allestimento scarno e pochi accessori. Ciò fu fatto per contenere i prezzi, nonostante il modello avesse installato un gruppo motopropulsore di una certa fattura, che quindi aveva un costo relativamente elevato. Una novità fu il sedile posteriore abbattibile opzionale, ma questa caratteristica era disponibile solo per gli esemplari particolarmente accessoriati. Il riscaldamento dell'abitacolo era fornito da un bruciatore a benzina posizionato nel bagagliaio anteriore, vicino alla ruota di scorta. La gamma crebbe rapidamente, dalle berline di base con sedili a panchetta (la 500, che era collocata alla base della gamma, e la 700 posta appena più in alto) fino alla Monza 900, che era una coupé due porte con sedili singoli ed un allestimento interno superiore. Era disponibile come optional un motore più potente, che erogava 95 CV grazie ad un albero a camme più spinto e ad uno scarico più libero. Nonostante la Monza fosse stata introdotta solo in un secondo momento, ne vennero venduti 12.000 esemplari, facendo del modello una delle Corvair più popolari.

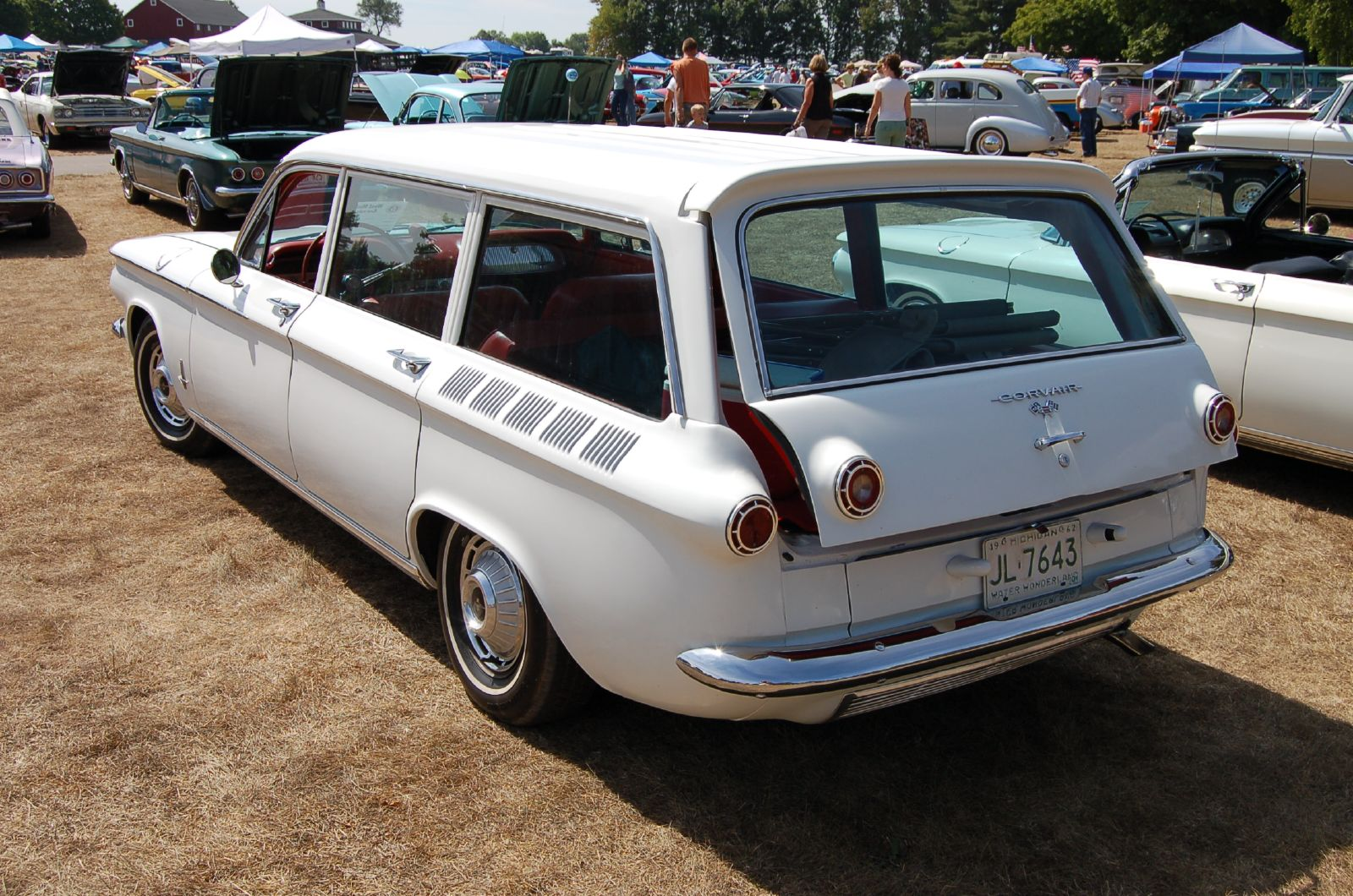
Una Chevrolet Corvair Lakewood

Nel 1961 la Chevrolet aggiunse all'offerta, tra gli optional, un cambio manuale a quattro rapporti. L'offerta era formata anche da una trasmissione manuale a tre velocità e da un cambio automatico opzionale Powerglide a due rapporti. Nell'anno in questione il motore della Corvair subì un primo ingrandimento da 2.296 cm³ a 2.375 cm³. Questo aumento della cilindrata fu ottenuto dall'incremento dell'alesaggio. Il propulsore base erogava ancora 80 CV quando era accoppiato al cambio manuale, e sviluppava 84 CV quando era montato insieme al cambio automatico. Il motore più potente sviluppava invece 98 CV. Per aumentare la capacità del bagagliaio anteriore, la ruota di scorta venne posizionata nel vano motore, ed il bruciatore a benzina per il riscaldamento dell'abitacolo fu sostituito da un sistema che riscaldava l'aria grazie al calore prodotto dal motore. L'impianto riscaldante a benzina rimase comunque tra gli optional fino al 1964.
Nel 1961 venne aggiunta all'offerta una versione familiare, a cui fu dato il nome Lakewood, che possedeva una capacità di carico di 1,9 m3, distribuita tra l'abitacolo ed il vano bagagli. Il calore del motore e l'odore di benzina che filtravano nell'abitacolo fu però un problema persistente. Questa versione familiare venne commercializzata per poco tempo. 
Nello stesso anno, la Chevrolet introdusse la linea di autocarri Corvair 95, che aveva installato il gruppo motopropulsore della Corvair. La cabina di guida aveva una posizione avanzata, con il guidatore che sedeva oltre le ruote anteriori, come nel Volkswagen Typ 2. La Corvair fu disponibile in molte versioni, come il furgone con pannelli a chiusi ed il furgone con vetri laterali, che erano conosciuti con il nome Corvan. Erano anche disponibili modelli pick-up, che erano di due tipi ed erano commercializzati con i nomi Loadside e Rampside.

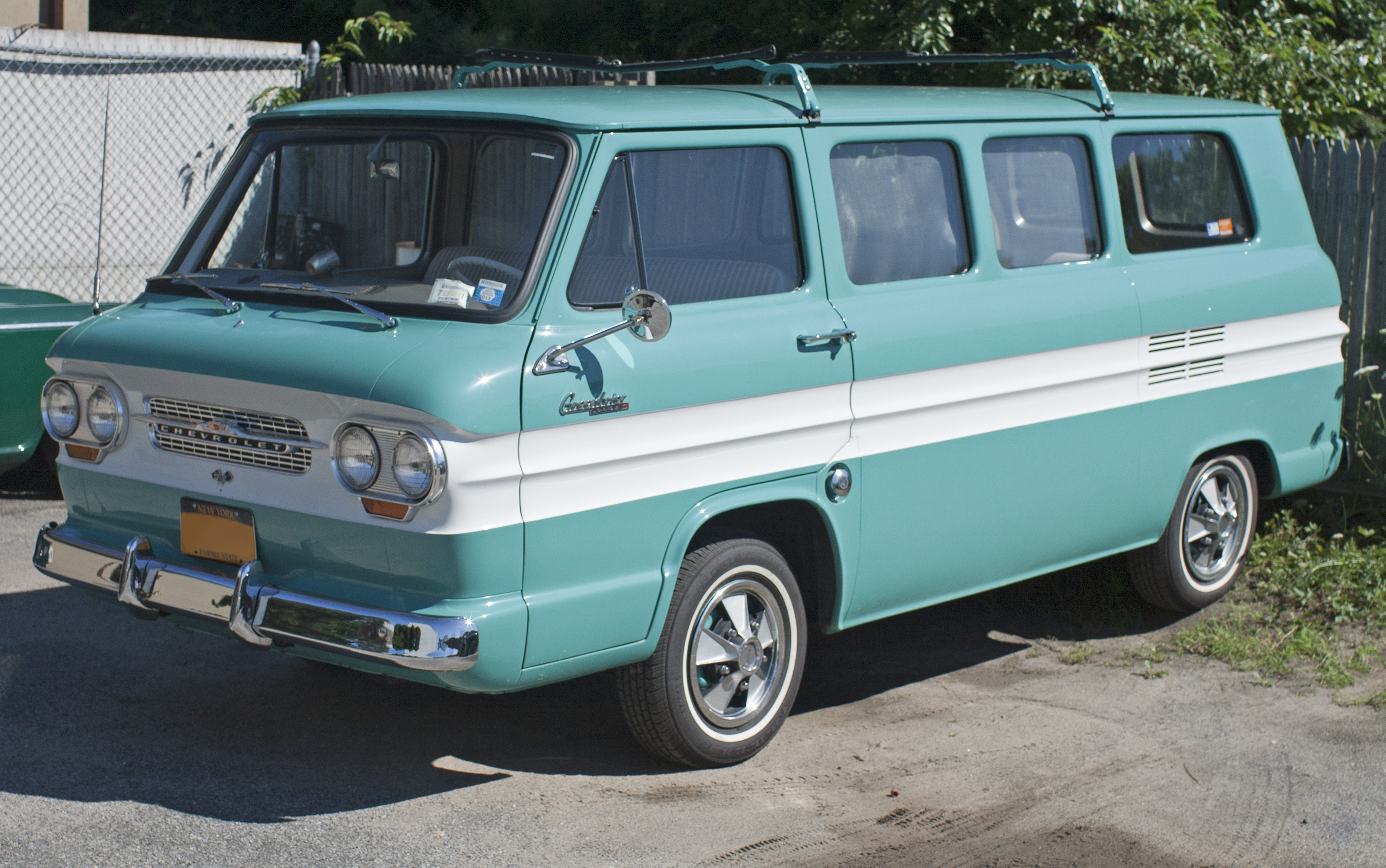
Un Chevrolet Corvair Greenbrier

Il Greenbrier Sportswagon era la versione furgone della Corvair e possedeva lo stesso corpo vettura della Corvan nella versione con finestrini laterali. Era disponibile con allestimenti e colori simili a quelli delle autovetture. Continuò la commercializzazione della Monza, la cui gamma ora comprendeva anche la versione quattro porte. Le vendite ammontarono a 144.000 esemplari. 
Le Corvair prima serie vennero dotate di un sistema di avviamento che prevedeva l'accensione del motore e la successiva rimozione della chiave.
Nel 1962 la Chevrolet introdusse per la Corvair Monza un motore sovralimentato da 150 CV di potenza. Ciò fece del modello una delle prime automobili prodotte in larga scala, insieme all'Oldsmobile F-85, ad avere installato di serie un propulsore sovralimentato.
Nel 1963 furono tolte di produzione la Lakewood familiare e la Loadside pick-up.
Cambiamenti significativi nell'ingegneria e nella sicurezza vennero applicati nel 1964, mentre i corpi vettura ed i modelli disponibili rimasero gli stessi. L'unica novità nell'offerta fu l'incremento della cilindrata e della potenza del motore base che crebbero, rispettivamente, da 2.375 cm³ a 2.683 cm³, e da 80 CV a 95 CV. Ciò fu ottenuto grazie all'aumento della corsa. Il motore ad alte prestazioni invece passò da 95 CV a 110 CV. La potenza del motore da 150 CV rimase inalterata, sebbene fosse stata incrementata la cilindrata.
In questo stesso anno venne presentata la Corvair Monza GT, versione sportiva del mezzo progettata da Larry Shinoda e Tony Lapine. Venne realizzata in unico esemplare.

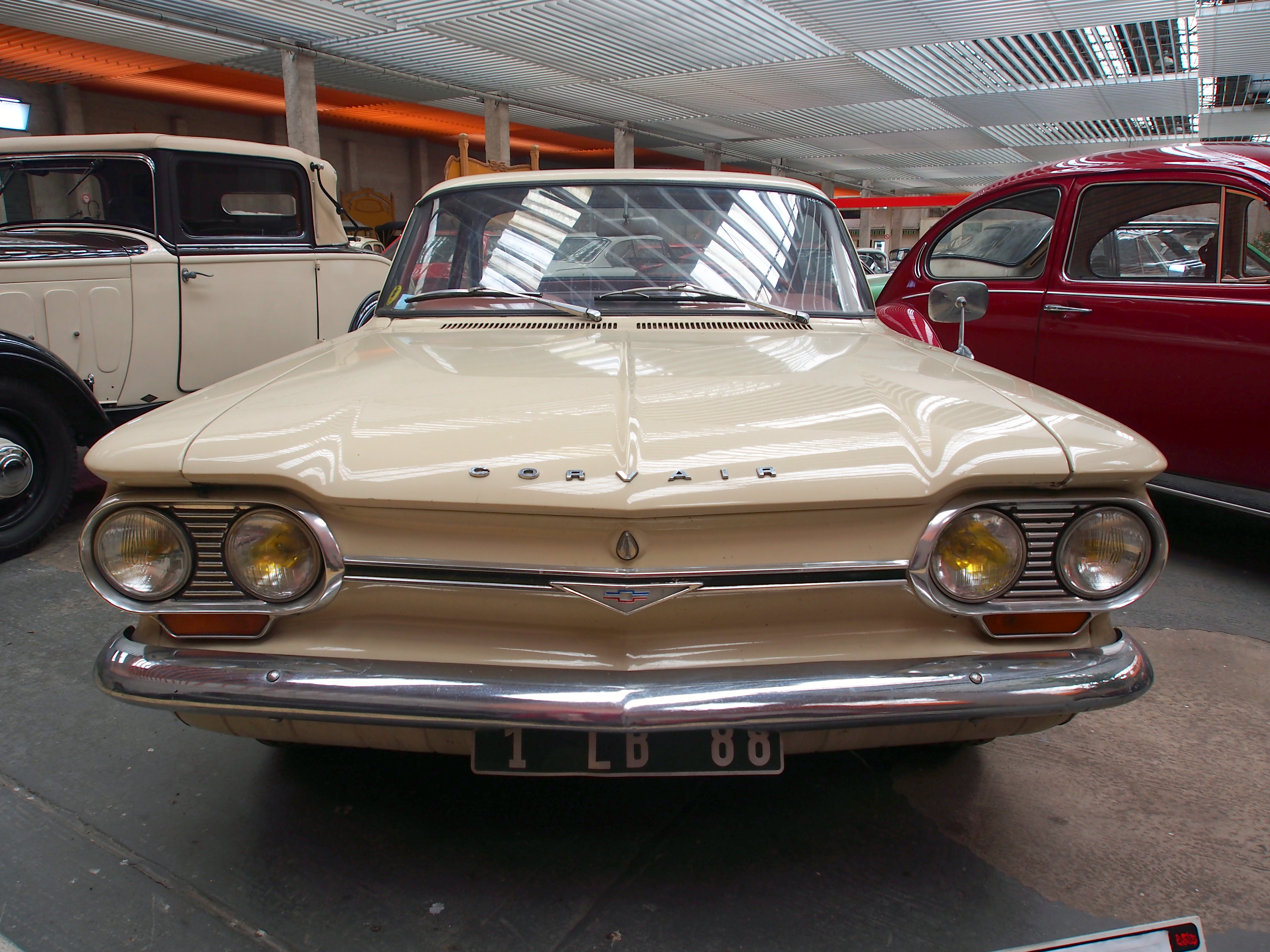
Una Chevrolet Corvair del 1964

Il 1964 vide anche un drastico aggiornamento nelle sospensioni della Corvair; il retrotreno a semiassi oscillanti, tendenzialmente soggetto ad improvvise perdite di trazione senza preavviso quando spinto al limite, venne reso più "docile" utilizzando una barra antirollio trasversale, che andò ad accoppiare le due ruote dell'asse. Il cambiamento fu imposto dal nuovo general manager della Chevrolet Semon Knudsen, che in accordo con John DeLorean dovette minacciare di dimettersi per far approvare la modifica.
Comunque, nel libro Unsafe at Any Speed di Ralph Nader, che trattava di sicurezza nel campo automobilistico, le Corvair prodotte dal 1960 al 1963 ricoprirono un ruolo da protagonista, soprattutto a causa della loro tendenza a ribaltarsi. Nel 1972, uno studio della National Highway Traffic Safety Administration esonerò definitivamente la Corvair, dichiarandola non meno sicura delle sue concorrenti dell'epoca, ma il libro di Nader, che fu pubblicato nel 1965, cagionò un forte calo di vendite del modello. Inoltre, la meno costosa Ford Mustang, che era basata sulla Ford Falcon e fu introdotta nel 1965 come risposta alla Corvair, decretò la fine della prima serie del modello.
Questa serie di Corvair è basata sul pianale Y della General Motors.

## La seconda serie: 1965–1969

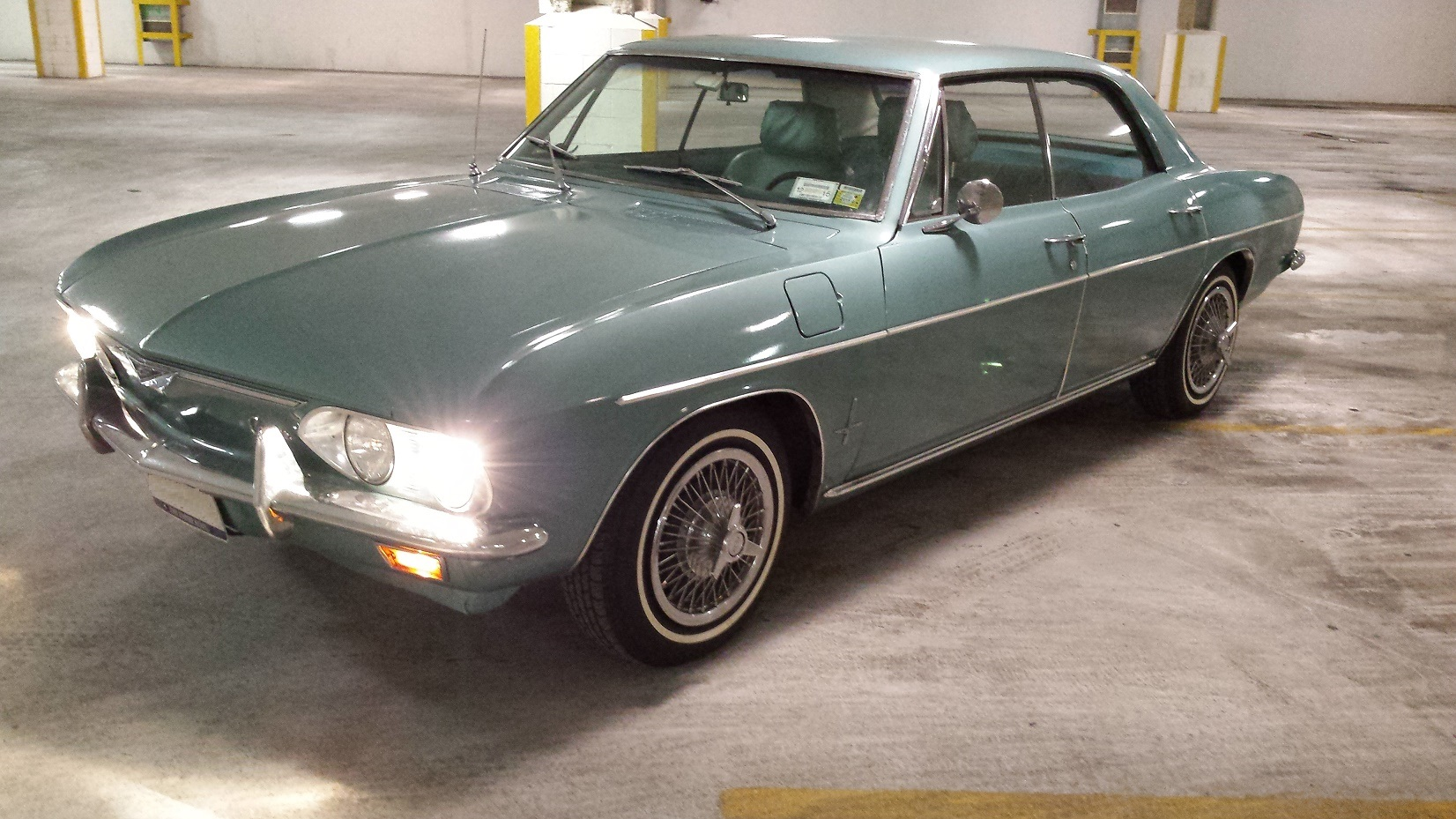
Una Chevrolet Corvair berlina

Un'importante riprogettazione della carrozzeria e delle sospensioni, oltre al lancio di nuovi motori per la Corvair, segnarono il 1965, che fu l'anno del debutto della sua seconda generazione. Il nuovo stile del corpo vettura stava a metà tra un'ipotetica baby Corvette Sting Ray e una contemporanea sportiva italiana, e ciò prefigurò la Camaro del 1967, che di fatto sostituì la Corvair. Un nuovo sistema di sospensioni posteriori indipendenti, simile a quello utilizzato sulla Corvette, sostituì il sistema a semiassi oscillanti precedentemente utilizzato. Per questa serie di Corvair, furono disponibili dei motori con una sola cilindrata, 2.683 cm³. Tutti i propulsori erano a sei cilindri contrapposti. Ciò che contraddistingueva i vari propulsori era la potenza erogata.

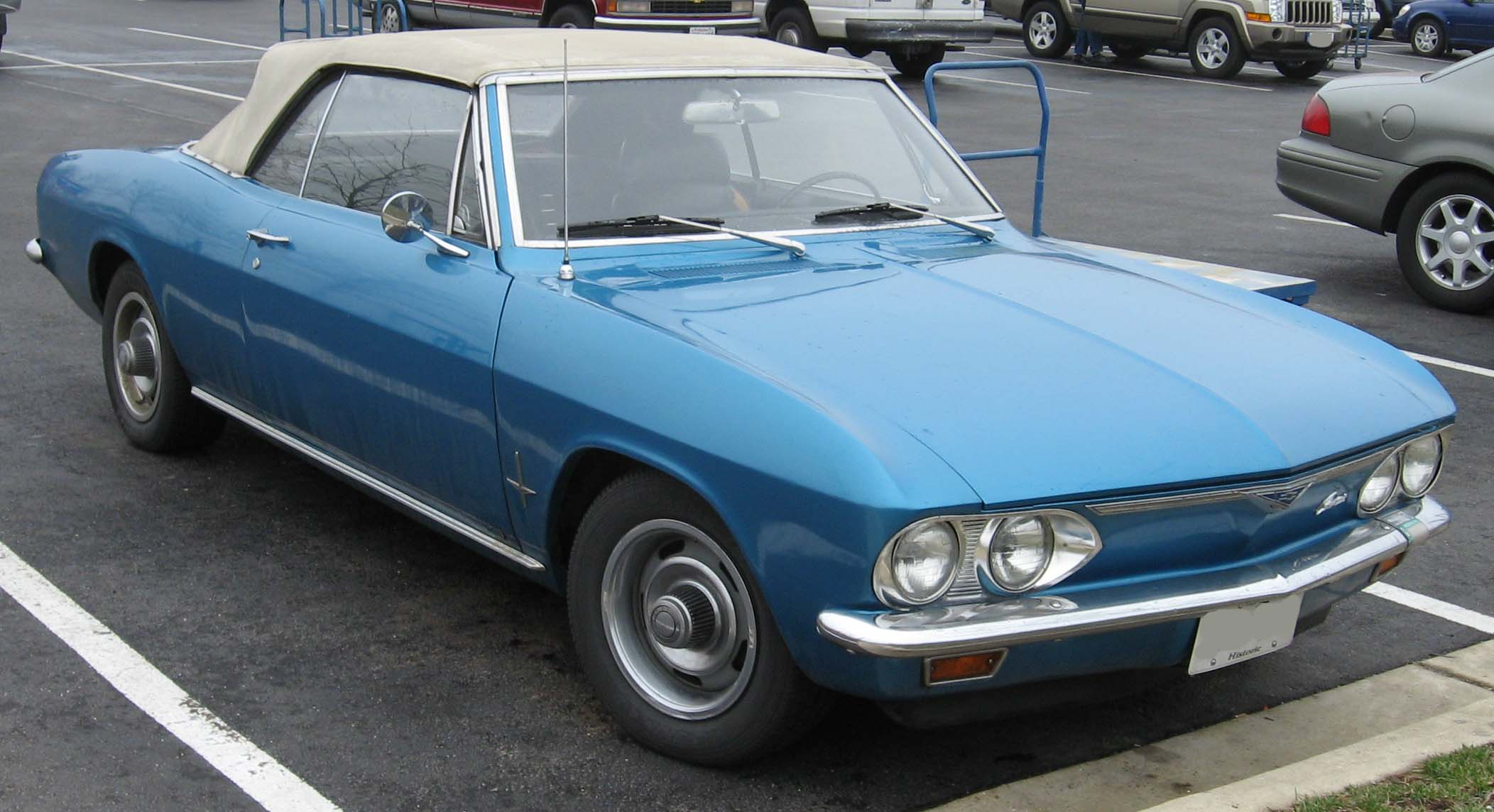
Una Chevrolet Corvair cabriolet

Il motore sovralimentato da 150 CV fu sostituito da un propulsore normalmente aspirato da 140 CV e da un motore turbo da 180 CV. Gli esemplari con il primo tipo aveva, tra gli accessori, un tachimetro che misurava fino a 140 mph, un contagiri, un sensore per la temperatura della testata, un orologio analogico con lancetta dei secondi a movimento continuo, un sensore di pressione per i condotti e l'indicatore del livello del carburante. Il motore da 140 CV possedeva quattro carburatori monocorpo, valvole più larghe ed un doppio sistema di scarico. Queste caratteristiche scaturirono dalle modifiche più comuni che gli appassionati di hot rod applicavano alle Corvair. Queste specifiche erano disponibili come optional sulle altre Corvair. Il propulsore base da 95 CV e quello da 110 CV vennero confermati per la 500 e la Monza.
Le versioni familiare, furgone con pannelli laterali chiusi e pick-up furono tolti dal mercato in favore delle più sportiveggianti hard-top. Il 1965 fu l'ultimo anno del Greenbrier con finestrini laterali, i cui ultimi esemplari furono prodotti per essere destinati alle flotte aziendali.
Nel 1966 non ci furono aggiornamenti del modello, che rimase pressoché immutato, ma le vendite iniziarono a calare a causa del libro di Nader, della popolare e meno costosa Mustang e dell'imminente lancio della Camaro. Il calo di vendite fu accelerato anche dalla decisione della General Motors di non sviluppare più la Corvair. Una novità dell'anno in questione fu la commercializzazione del cambio a quattro rapporti sincronizzati, più robusto ma caratterizzato da una minore fluidità di cambiata rispetto a quello precedente. Inoltre, i rapporti di trasmissione vennero ereditati da altri modelli della General Motors, e non erano ottimali per le Corvair di uso stradale. Le altre trasmissioni disponibili furono una manuale a tre rapporti ed il cambio automatico Powerglide a due rapporti. Un piccolo inserto flessibile in plastica che funse da "sbarramento" aerodinamico venne installato sotto la grembialatura frontale per alleviare i problemi di portanza, che causavano un alleggerimento del muso alle alte velocità.

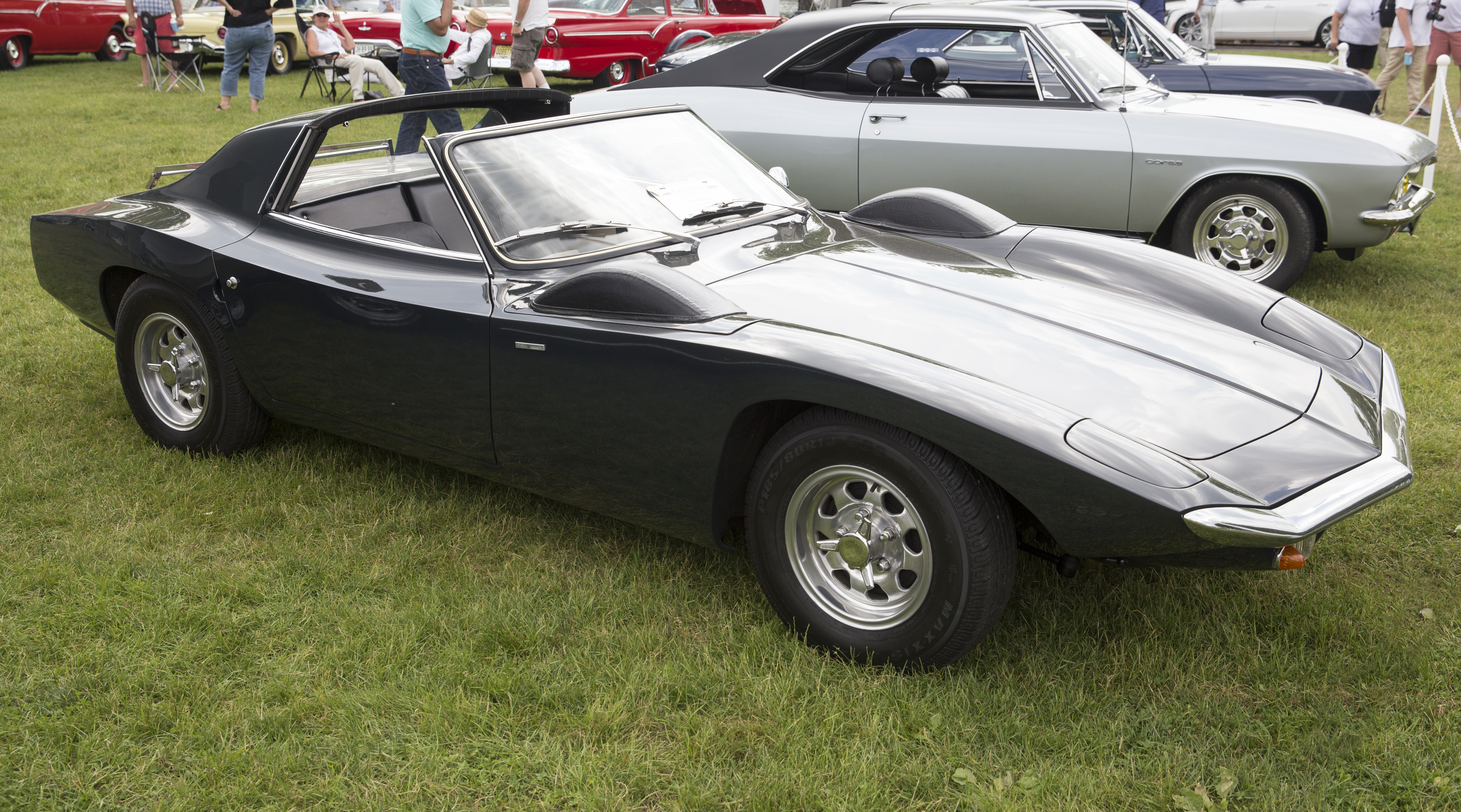
La Fich Phoenix

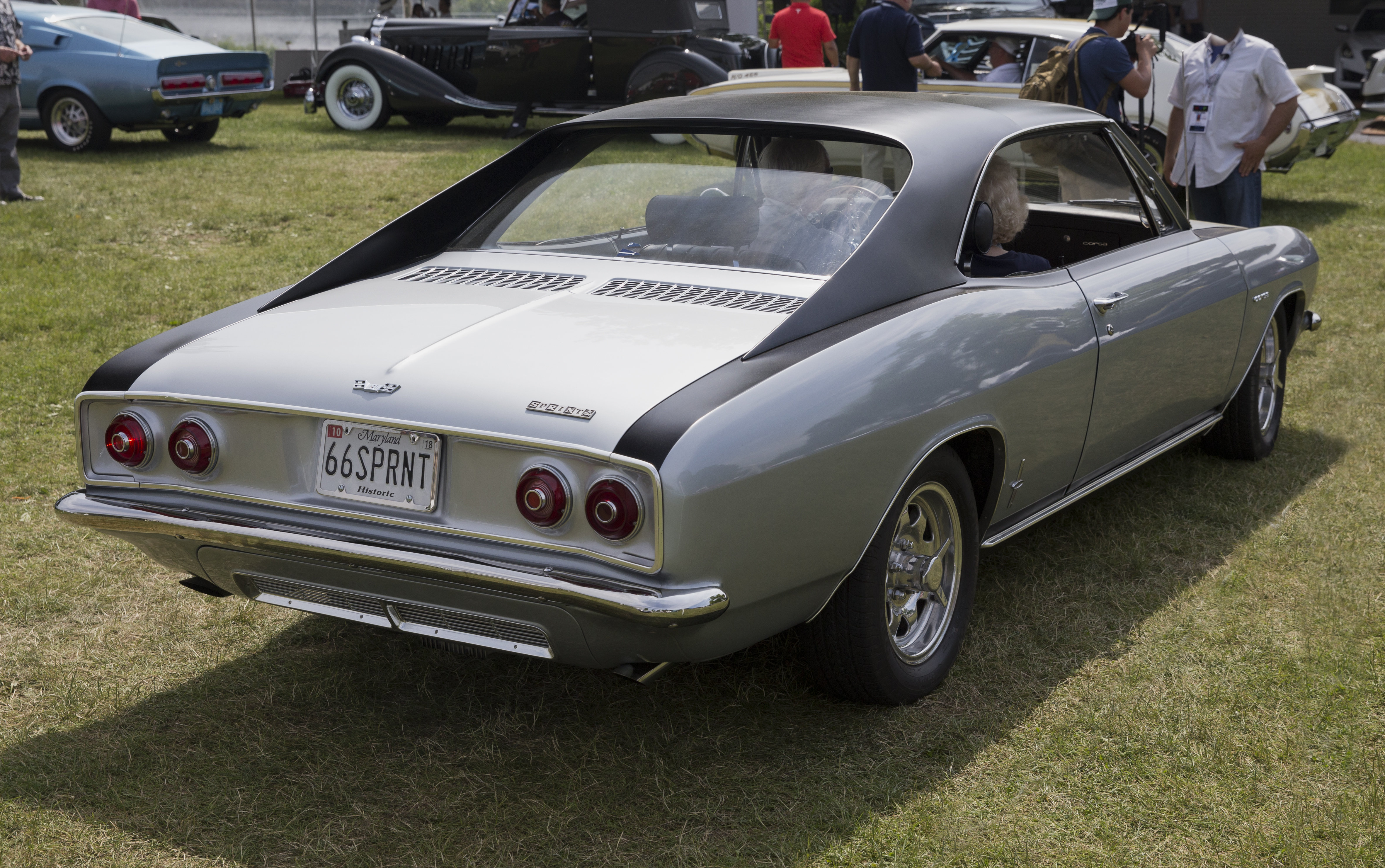
Una Fitch Sprint

Sempre nel 1966 l'ingegnere John Fitch impiegò la Corvair come base per la realizzazione di una vettura sportiva targa denominata Phoenix. Tale modello presentava il propulsore base della vettura Chevrolet potenziato con due carburatori Weber in modo tale che potesse erogare 170 cv di potenza. Ciò permetteva alla vettura di accelerare da 0 a 100 km/h in 7,5 secondi, con velocità massima di 209 km/h. Per sopperire alle nuove prestazioni, vennero montati nuovi pneumatici sportivi e nuovi freni a disco Girling nella sezione anteriore abbinati a quelli a tamburo della Corvair di serie nella parte posteriore. Nelle sezioni laterali anteriori del mezzo, accanto al cofano motore, erano presenti un paio di gobbe sotto le quali erano presenti due ruote di scorta. La successiva messa fuori produzione del mezzo determino che la Phoenix rimanesse una semplice one-off. Sempre Fitch realizzò una fuoriserie fastback in piccola serie denominata Sprint.
Nel 1967 venne introdotta la Camaro, e la gamma Corvair fu riallestita con i modelli di base 500 (berlina e coupé) e Monza (berlina, coupé e cabriolet). I motori opzionali da 140 CV e 180 CV furono tolti dal mercato, sebbene il primo propulsore fu successivamente reintrodotto. Rimase poi disponibile fino alla fine della produzione della Corvair.

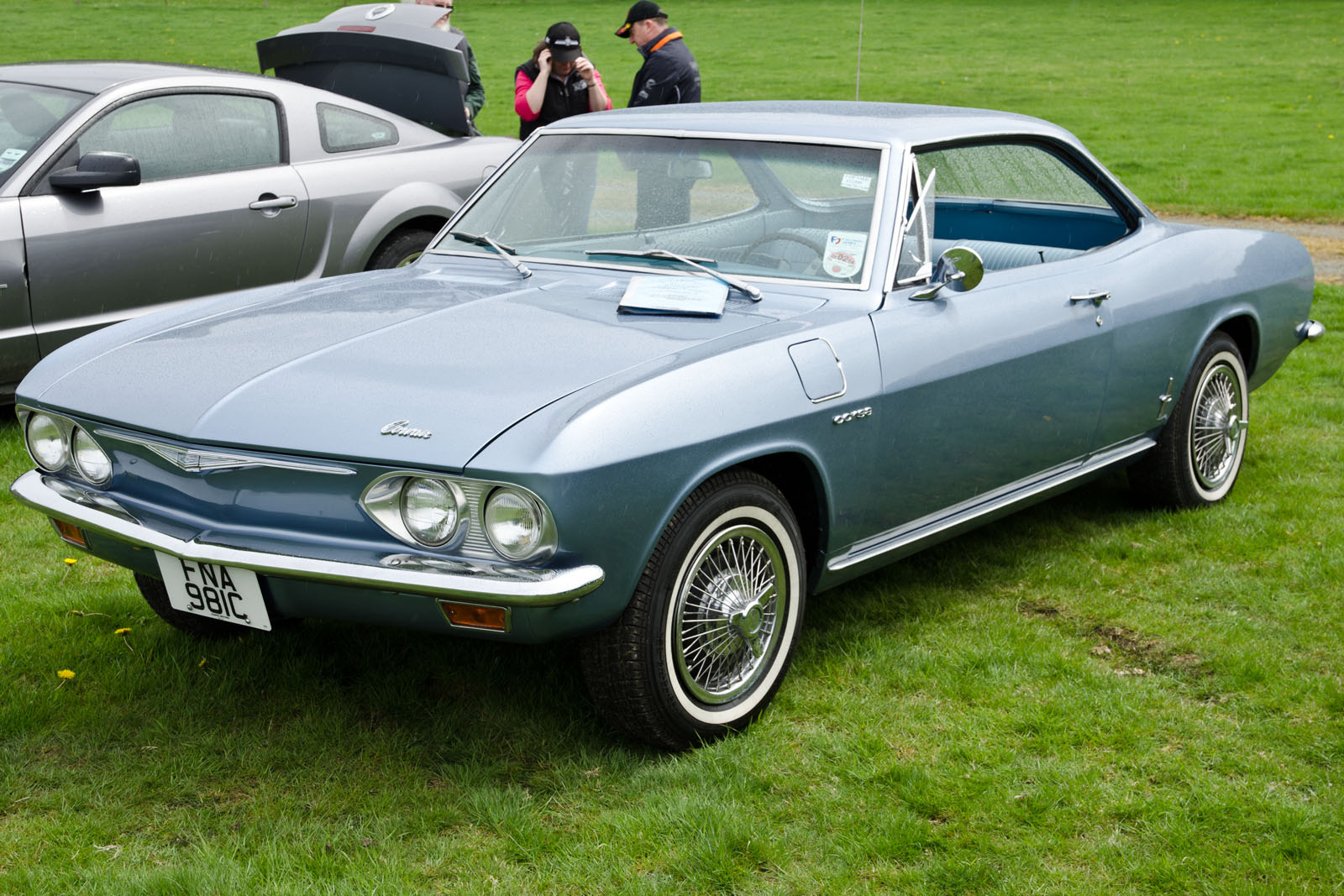
Una Chevrolet Corvair Corsa

Nel 1968 la gamma fu ulteriormente ridotta alle sole versioni coupé e cabriolet, e le vendite calarono a 15.400 esemplari. Questo model year fu il primo dove il modello era equipaggiato con volante a piantone collassabile, e questa fu una risposta definitiva alle più fondate critiche sulla sicurezza.

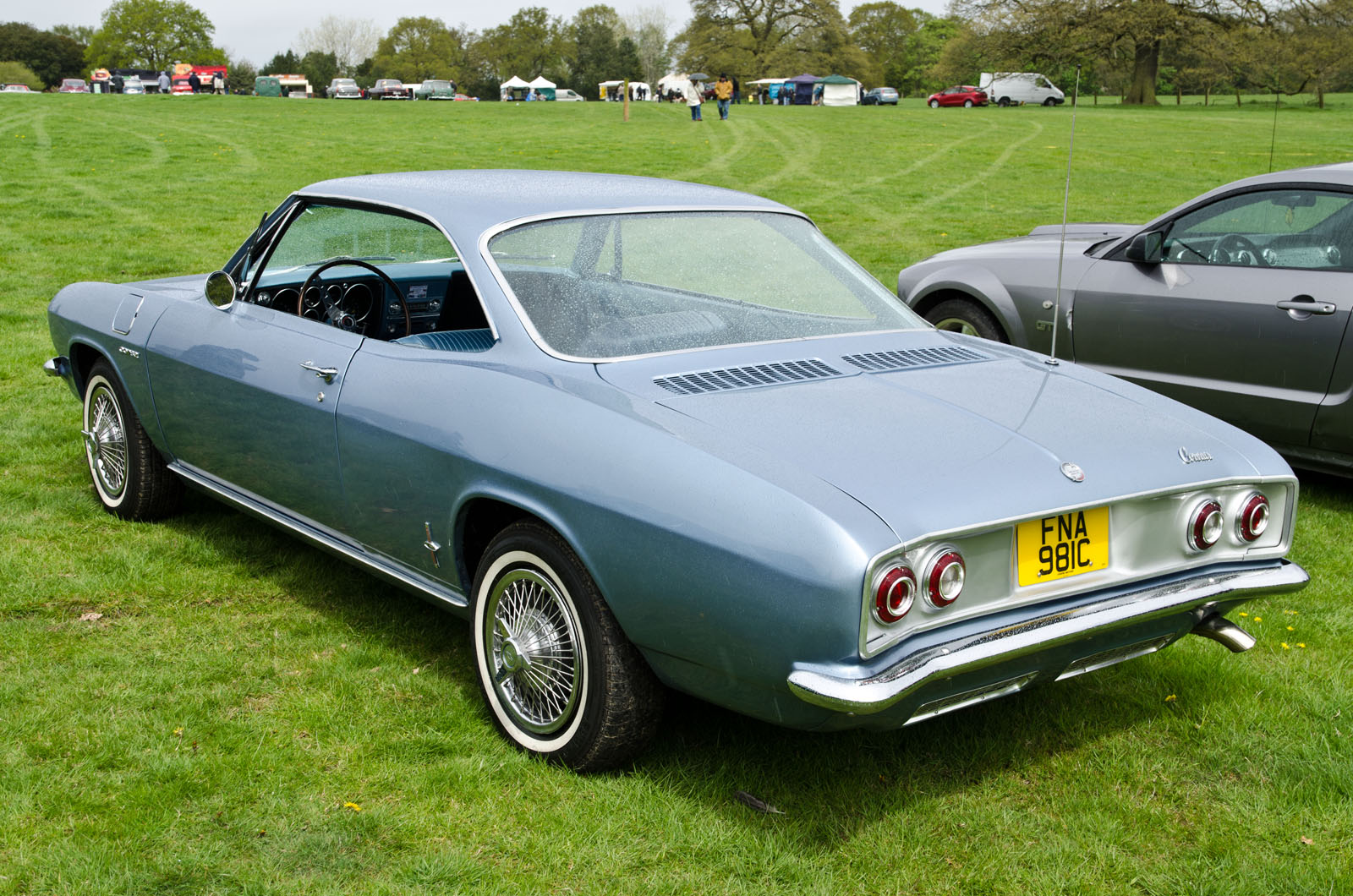
Vista posteriore

La produzione della Corvair cessò nel 1969 con solo 6.000 esemplari assemblati nell'anno in questione. La Corvair fu vittima, in un certo senso, del libro di Nader, della Ford Mustang e delle Chevrolet Camaro e Nova. Sebbene la pubblicità negativa avesse danneggiato la Corvair, si ritiene che le controversie nate intorno al modello abbiano mantenuto in vita la Corvair stessa, fino a che la produzione non terminò nel momento in cui la stessa General Motors ammise che la vettura presentava difetti progettuali. Infatti la General Motors pianificò la fine della produzione della Corvair dopo il 1966 per facilitare il lancio e la commercializzazione della Camaro. Quindi, in definitiva, il libro di Nader facilitò il processo di uscita di scena del modello, che era però già in atto da tempo. Questa generazione di Corvair si basava sul pianale Z della General Motors.
Molti appassionati di vetture sport erano più interessati alla Corvair ed alle sue versioni speciali (soprattutto quelle dal 1965 in avanti), piuttosto che a vetture dall'architettura progettuale più convenzionale, come per esempio la Ford Mustang, nonostante le maggiori prestazioni di quest'ultima. Fin dal lancio della Corvair, furono messi sul mercato una grande quantità di accessori e componenti ad alte prestazioni, e molte versioni modificate furono disponibili.

## Esemplari prodotti
| Anno   | Produzione |
| ------ | ---------- |
| 1960   | 253.268    |
| 1961   | 337.371    |
| 1962   | 336.005    |
| 1963   | 288.419    |
| 1964   | 214.483    |
| 1965   | 247.092    |
| 1966   | 109.880    |
| 1967   | 37.253     |
| 1968   | 15.399     |
| 1969   | 6.000      |
| Totale | 1.835.170  |